# Certificación de ventas discográficas
La certificación de ventas discográficas es un sistema de reconocimiento a los artistas cuyas producciones discográficas alcanzan las más altas cifras de ventas. En los países de habla española, los reconocimientos más comunes son el Disco de Oro y el Disco de Platino, pero también se entregan el Disco de Plata y el Disco de Diamante. En los países de habla inglesa es muy conocido el Golden Record.
El número de ventas requeridas para alcanzar estos premios varía según la población del país en el cual es lanzada la producción discográfica y al volumen habitual de ventas, pudiendo también variar el baremo en un mismo país por evolución de las ventas (aumentar o bajar). Así, por ejemplo, en Alemania la cifra para conseguir el platino en sencillos y álbumes ha variado desde los años 1980 hasta la actualidad pasando primero de 800 000 copias a 500 000, luego 300 000 y actualmente a las 200 000, debido a la caída de las ventas y a la dificultad consecuente de premiar discos. Por su parte, Reino Unido ha mantenido constante sus 300 000 copias necesarias para conseguir el Disco de Platino en el país, debido a que allí las ventas de discos no han sufrido cambios tan significativos. En España, las cantidades necesarias para el disco de oro y de Platino eran originalmente de 80 000 y 160 000 copias, respectivamente; el 1 de noviembre de 2005 se rebajaron a 40 000 y 80 000, y a mediados de septiembre de 2009 se volvieron a rebajar a 30 000 y 60 000, respectivamente. Actualmente están en 20 000 y 40 000.
Normalmente se entregan estos reconocimientos según las copias distribuidas y no según las vendidas, ya que no en todos los países se contabilizan al 100 % las copias vendidas, sino un porcentaje que ronda el 80 % y el resto se estima. Pero las copias fabricadas sí están contabilizadas al 100 %.
Las copias requeridas para lograr un reconocimiento también varían según el formato de la producción discográfica: álbum, sencillo, DVD o descarga. En algunos países también se distingue entre artistas nacionales o extranjeros, o según el idioma. Así, en los Estados Unidos el Platino para álbumes está establecido en 1 000 000 de ejemplares, mientras que si el disco contiene al menos un 51 % de temas en castellano (denominado Latino) opta también a los premios de oro y platino, que se entregan al superar las 200 000 copias vendidas.
A inicios del siglo XXI las certificaciones se conceden generalmente de manera acumulativa, y es posible que un solo álbum sea premiado con plata, oro y platino consecutivamente. Un álbum que obtiene dos veces disco de platino es conocido habitualmente como un “doble platino”.

## Historia
El premio "Disco de Oro" original (en realidad "Gold Record"), era entregado a los artistas por sus propias compañías discográficas, para celebrar el logro de 1 000 000 de discos de vinilo vendidos en los Estados Unidos de América. El primero de estos premios fue entregado por la RCA al músico Glenn Miller, en febrero de 1942, celebrando las 1 200 000 unidades vendidas de su sencillo "Chattanooga Choo Choo". Otro ejemplo de las primeras entregas de este premio por parte de una compañía discográfica es el concedido a Elvis Presley en 1956, por 1 000 000 de ventas de su sencillo "Hound Dog". 
Estos ejemplos han provocado controversia con respecto a las posteriores entregas del mismo reconocimiento, por ventas mucho menores (500 000 en 2007), lo cual no haría justicia con estos artistas.

### Certificación de la RIAA
Diversos criterios han sido aplicados para determinar si una producción discográfica logra o no algún reconocimiento especial por sus ventas. Algunos de estos criterios se basaron en las unidades vendidas y otros en el valor de las ventas. Con todo, el primer criterio oficialmente reconocido por la Recording Industry Association of America (Asociación Industrial Discográfica de Estados Unidos), para obtener “Gold Record” en su país, fue para la venta de sencillos en 1958, al mismo tiempo RIAA inscribió "Gold Record" como una marca registrada en los Estados Unidos. El 14 de marzo de 1958, Perry Como obtuvo, con el sencillo "Catch a Falling Star", su primer "Gold Record". Más adelante, ese mismo año, Elvis Presley, con su éxito "Hard Headed Woman", se convirtió en el primer intérprete de Rock and roll en obtener esta certificación.
Al igual que otros premios en la industria discográfica estadounidense, la medición de las "ventas" de una producción no se hace sobre las ventas reales al por menor, sino sobre los despachos que los productores hacen a los distribuidores minoristas, o sobre las transacciones financieras respectivas. Esto quiere decir, que la obtención temprana de algún reconocimiento para un nuevo lanzamiento discográfico, posiblemente refleje más las expectativas de los distribuidores para el álbum y su potencial de mercadeo (market power) y no sus ventas reales al consumidor final.

### Certificación de la IFPI
La Federación Internacional de Productores Fonográficos y Videográficos (IFPI, por las siglas en inglés de International Federation of Phonogram and Videogram Producers) concede, desde 1996, el IFPI Platinum Europe Award a los álbumes cuyas ventas superen el millón de unidades (1 000 000) en Europa. A continuación, se sigue concediendo la misma certificación cada vez que el mismo producto supera otro millón adicional de ventas, lo que muchas veces se denomina como Multi-platinum Europe Awards. No se restringe el origen geográfico del artista reconocido, ni el tiempo que demore en alcanzar el rango de ventas requerido.